# بخش سنکا (شهرستان مونرو، اوهایو)
بخش سنکا (به انگلیسی: Seneca Township) یک منطقهٔ مسکونی در ایالات متحده آمریکا است که در شهرستان مونرو، اوهایو واقع شده‌است.
 بخش سنکا ۵۸٫۲ کیلومتر مربع مساحت و ۴۸۶ نفر جمعیت دارد و ۳۴۶ متر بالاتر از سطح دریا واقع شده‌است.